# Parlamentáris szuverenitás
A parlamentáris szuverenitás egyes parlamentáris demokráciák alkotmányjogi alapelve, amely szerint az állami főhatalom a valamennyi más állami intézmény felett álló törvényhozás kezében van. A törvényhozás a végrehajtó és a bírói hatalom felett áll. Megváltoztathat és visszavonhat bármilyen korábbi jogszabályt, így nem köti az írott törvény (egyes esetekben még alkotmány sem), vagy a precedensek. 
Másfajta rendszer a hatalmi ágak szétválasztása, amelyben a parlament szerepe csak a törvényhozás, és jogi felülvizsgálat után az általa hozott törvényeket bizonyos feltételek teljesülése esetén érvénytelennek lehet kimondani. 
Sok országnak van szuverén törvényhozása. Ilyen például az Egyesült Királyság, Finnország, Hollandia, Új-Zéland, Svédország, Barbados, Jamaica, Pápua Új-Guinea és a Salamon-szigetek.

## Fordítás
Ez a szócikk részben vagy egészben  a   Parliamentary sovereignty című angol Wikipédia-szócikk ezen változatának fordításán alapul.  Az eredeti cikk szerkesztőit annak laptörténete sorolja fel. Ez a jelzés csupán a megfogalmazás eredetét és a szerzői jogokat jelzi, nem szolgál a cikkben szereplő információk forrásmegjelöléseként.